# Narathura appianus
Narathura appianus är en fjärilsart som beskrevs av Grose-smith 1902. Narathura appianus ingår i släktet Narathura och familjen juvelvingar. Inga underarter finns listade i Catalogue of Life.